# Campo de Ourique
Campo de Ourique ist eine Stadtgemeinde (Freguesia) der portugiesischen Hauptstadt Lissabon. Sie entstand am 29. September 2013 im Zuge der administrativen Neuordnung der Stadt aus dem Zusammenschluss der Gemeinden Santo Condestável und Santa Isabel. Auf einer Fläche von 1,66 km² leben 22.015 Einwohner (Stand: 30. Juni 2011).

## Quelle
- Diário da República, 1.ª série — N.º 216, 8. November 2012